# Кліт-травоколірник
Кліт-травоколі́рник (лат. Chlorophorus Chevrolat, 1863)  — вид жуків з родини вусачів. В Українських Карпатах поширено три види:
Кліт-травоколірник мінливий (Chlorophorus varius Müller, 1766)

Кліт-травоколірник Гербста (Chlorophorus herbsti Brahm, 1790)

Кліт-травоколірник фіґурний (Chlorophorus figuratus Scopoli, 1763)